# نادرة ذات مظهر ورقي
نادرة ذات مظهر ورقي (الاسم العلمي: Anaphyllopsis)، جنس نباتات مُزهرة من فصيلة اللوفية، موطنها شمال أمريكا الجنوبية.